# Minnesota Duluth Bulldogs
Los Minnesota Duluth Bulldogs (Bulldogs de la Universidad de Minnesota Duluth) es el equipo deportivo que representa a la Universidad de Minnesota Duluth ubicada en Duluth, Minnesota en la NCAA Division II como miembro de la Northern Sun Intercollegiate Conference excepto en hockey sobre hielo que es parte de la NCAA Division I y es miembro de la Western Collegiate Hockey Association debido a que es su sección más fuerte. Actualmente cuenta con 16 secciones deportivas.

## Deportes

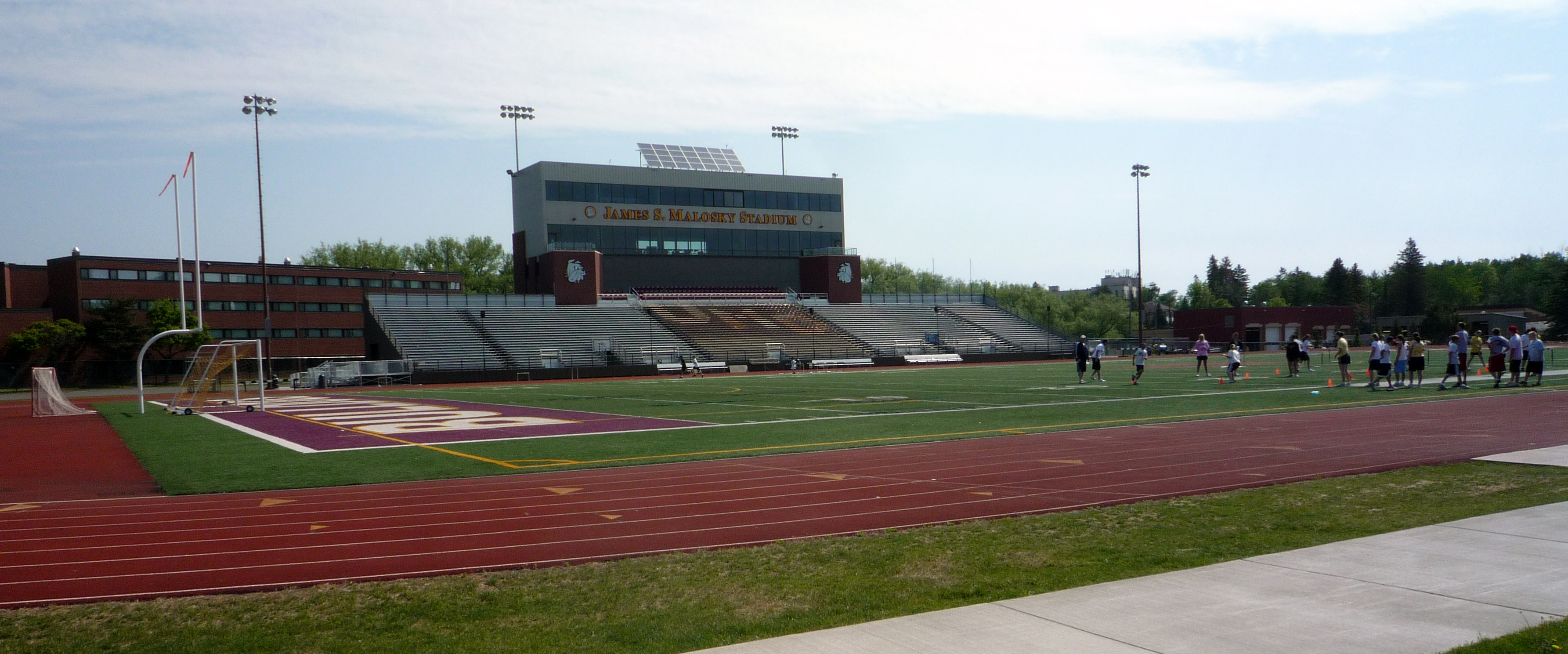
James S. Malosky Stadium

| Masculino                                       | Femenino           |
| ----------------------------------------------- | ------------------ |
| Béisbol                                         | Baloncesto         |
| Baloncesto                                      | Cross country      |
| Cross country                                   | Hockey Sobre Hielo |
| Fútbol Americano                                | Fútbol             |
| Hockey Sobre Hielo                              | Softbol            |
| Atletismo†                                      | Tenis              |
|                                                 | Atletismo†         |
|                                                 | Voleibol           |
| † – Cuenta también con la modalidad bajo techo. |                    |

### Hockey Sobre Hielo

#### Masculino
Juega en la NCAA Division I como parte de la National Collegiate Hockey Conference. Los Bulldogs juegan en el AMSOIL Arena. Han contado con varias apariciones en el Frozen Four, incluyendo una derrota en cuatro tiempos extra contra Bowling Green en el campeonato de 1984 - el partido más largo en la historia de un campeonato de la NCAA, y tres campeonatos en 2011, 2018 y 2019.

#### Femenino
Juega en la NCAA Division I en la Western Collegiate Hockey Association. Es uno de los mejores programas de hockey sobre hielo del país y han ganado 5 el título de la NCAA DI, incluyendo el de 2010.

### Softbol
Ha participado en dos ocasiones en el Women's College World Series en 1970 y 1971.

### Deportes Descontinuados
Anteriormente la UMD tuvo otros programas exitosos como tenis masculino, golf masculino, golf femenil, lucha, natación y clavados (masculino y femenino) y esquí de fondo (masculino y femenino).